# Liste des édifices labellisés « Architecture contemporaine remarquable » des Alpes-de-Haute-Provence
Cet article recense les édifices labellisés « Architecture contemporaine remarquable » des Alpes-de-Haute-Provence, en France.

## Liste
| Monument                         | Commune                                                               | Adresse            | Coordonnées                      | Notice     | Date | Illustration               |
| -------------------------------- | --------------------------------------------------------------------- | ------------------ | -------------------------------- | ---------- | ---- | -------------------------- |
| Cité ouvrière de Saint-Auban     | Château-Arnoux-Saint-Auban                                            | Cours Péchiney     | 44° 04′ 18″ nord, 5° 59′ 40″ est | ACR0001582 | 2000 | Image manquante Téléverser |
| Ouvrage de Restefond             | Jausiers                                                              |                    | 44° 25′ 09″ nord, 6° 44′ 03″ est | ACR0001257 | 2000 | Ouvrage de Restefond       |
| Lotissement concerté Les Mûriers | Manosque                                                              | 15 rue des Mûriers | 43° 49′ 28″ nord, 5° 47′ 35″ est | ACR0001259 | 2000 | Image manquante Téléverser |
| Silo                             | Riez                                                                  |                    | 43° 48′ 53″ nord, 6° 05′ 46″ est | ACR0001260 | 2000 | Image manquante Téléverser |
| Ouvrages de Serre-Ponçon         | Ubaye-Serre-Ponçon Espinasses, Rousset, Savines-le-Lac (Hautes-Alpes) |                    | 44° 27′ 21″ nord, 6° 18′ 09″ est | ACR0001426 | 2000 | Ouvrages de Serre-Ponçon   |